# Весна, пан сержант!
«Весна, пан сержант!» (пол. Wiosna panie sierżancie) — польский художественный фильм, комедия 1974 года.

## Сюжет
Сержант Владислав Лихняк — комендант поста милиции в маленьком городе. Он учится, готовясь к экзамену на аттестат зрелости. Его любит весь город, поэтому почти все стараются ему не мешать. Только некая девушка отрывает его от науки. И разные, не предусмотренные случаи, тоже мешают сержанту учиться. Но всё-таки этот храбрый милиционер добудет аттестат зрелости и все будут радоваться.

## В ролях
- Юзеф Новак — сержант Владислав Лихняк, милиционер
- Тадеуш Квинта — Брожина, милиционер
- Малгожата Притуляк — Хеля
- Ежи Рогальский — «Щегол», жених Хели
- Данута Водыньская — Михникова, мать «Щегла»
- Леонард Анджеевский — Виктор, перевозчик
- Рышард Навроцкий — Генек, художник
- Тадеуш Фиевский — Выдерко
- Ян Химильсбах — Леон Мархельчик, столяр
- Зыгмунт Зинтель — Пастурчик
- Людвик Касендра — Стефан, друг Лихняка
- Аркадиуш Базак — капитан милиции
- Бохдан Эймонт — поручник милиции
- Рышард Марковский — председатель городского совета
- Хенрик Лапиньский — служащий городского совета
- Юзеф Лодыньский — служащий городского совета
- Юзеф Перацкий — священник
- Витольд Дедерко — Игнацы Туманек, народный певец
- Виргилиуш Грынь — Казаков, советский солдат
- Збигнев Сковроньский — житель города говорящий по-русски
- Збигнев Кочанович — житель города
- Тадеуш Сомоги — Козловский, член экзаменационной комиссии
- Эдвард Вихура — член экзаменационной комиссии